# Micheál Ó Dhomhnaill

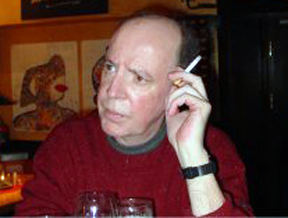
Mícheál Ó Dhomhnaill

Mícheál Ó Dhomhnaill (Dublin, 7 oktober 1952 – aldaar, 7 juli 2006) was een Ierse zanger en gitarist bekend van zijn werk met The Bothy Band, Skara Brae, Relativity en Nightnoise en zijn succesvolle samenwerking met Kevin Burke en anderen. Kort na zijn geboorte vertrok de familie naar Kells, County Meath. Zijn vader en moeder waren zangers en zijn zusters Tríona Ní Dhomhnaill and Maighread Ní Dhomhnaill werden bekende musici. Hij kreeg piano-les tot zijn zestiende jaar maar was vooral begeesterd door de gitaar. Aan het eind van de zestiger jaren vormde hij met zijn zusters de band Skara Brae samen met Dáithi Sproule, nu bekend als medewerker bij Altan. Micheál en Dáithi werden bij hun gitaarspel geïnspireerd door John Renbourn en Bert Jansch.
In 1974 was hij medeoprichter met Dónal Lunny, Matt Molloy, Paddy Keenan en zijn zuster Triona van de bekende folkband The Bothy Band. Begin van de tachtiger jaren ging Micheál naar de USA en was daar stichter met violist Billy Oskay van de groep Nightnoise.
Aan het eind va de jaren negentig ging hij weer terug naar Ierland. Naast zingen en gitaarspelen, speelde hij ook tin whistle, harmonium en piano. Na een ongeluk stierf Ó Domhnaill in 2006 op drieënvijftigjarige leeftijd in zijn huis in Dublin.

## Discografie
- Skara Brae (1971)
- Celtic Folkweave, met Mick Hanley, (1973)
- Tríona

Met de The Bothy Band
- The Bothy Band (1975)
- Old Hag You Have Killed Me (1976)
- Out Of The Wind (1977)
- After Hours (Live in Paris) (1979)
- Best Of The Bothy Band (1983)
- The Bothy Band - Live in Concert (1995)

Met Kevin Burke
- Promenade (1979)
- Portland (1982)

Met Relativity
- Relativity (1985)
- Gathering Pace (1987)

Met Nightnoise
- Nightnoise (1984, released under the group name, "Billy Oskay and Mícheál Ó Dhomhnaill"
- Something of Time (1987)
- At the End of the Evening (1988)
- The Parting Tide (1990)
- A Windham Hill Retrospective (1992, compilation)
- Shadow of Time (1993)
- A Different Shore (1995)
- The White Horse Sessions (1997)
- Pure Nightnoise (2006, compilation)

Diverse albums
- No Dowry (1999) (met zijn zuster Maighread)
- Between the two Lights (2000) (met zijn zusters Maighread en Tríona)
- Reprise met Paddy Glackin
- Athcuairt met Paddy Glackin

Als Producer
- Touchstone - Jealousy (1984) (medewerking op gitaar en keyboards)

- International Standard Name Identifier: 0000 0003 6020 9239
- Library of Congress Control Number: n82152408
- MusicBrainz: 2d4c44e1-6d66-4e2a-9cfd-4bcdacf81e4e
- Virtual International Authority File: 42149294149580521113